# Chorki
Chorki – wieś w Polsce położona w województwie łódzkim, w powiecie łęczyckim, w gminie Grabów. Atrakcją wsi jest lesista okolica oraz muzeum p. Jana Kopki posiadające liczne militaria, dawny sprzęt pożarniczy oraz zabytkowe ule.
Wieś szlachecka położona była w drugiej połowie XVI wieku w powiecie łęczyckim województwa łęczyckiego.
W latach 1954–1968 wieś należała i była siedzibą władz gromady Chorki, po jej zniesieniu w gromadzie Błonie. W latach 1975–1998 miejscowość administracyjnie należała do województwa konińskiego.
W Chorkach urodził się Zygmunt Felczak (1903-1946) – powstaniec warszawski, poseł Krajowej Rady Narodowej, wicewojewoda pomorski, działacz Narodowej Partii Robotniczej i Stronnictwa Pracy, założyciel „Ilustrowanego Kuriera Polskiego”.